# Harrisburg (Nebraska)
Harrisburg es un lugar designado por el censo ubicado en el condado de Banner en el estado estadounidense de Nebraska. En el Censo de 2010 tenía una población de 100 habitantes y una densidad poblacional de 5,97 personas por km².

## Geografía
Harrisburg se encuentra ubicado en las coordenadas 41°33′2″N 103°43′36″O / 41.55056, -103.72667. Según la Oficina del Censo de los Estados Unidos, Harrisburg tiene una superficie total de 16.75 km², de la cual 16.75 km² corresponden a tierra firme y (0%) 0 km² es agua.

## Demografía
Según el censo de 2010, había 100 personas residiendo en Harrisburg. La densidad de población era de 5,97 hab./km². De los 100 habitantes, Harrisburg estaba compuesto por el 95% blancos, el 0% eran afroamericanos, el 1% eran amerindios, el 0% eran asiáticos, el 0% eran isleños del Pacífico, el 0% eran de otras razas y el 4% pertenecían a dos o más razas. Del total de la población el 3% eran hispanos o latinos de cualquier raza.